# Малишева-Пельк Альона
Альона Малишева-Пельк (фр. Alona Malysheva-Pelc; нар. 13 грудня 1984, Черкаси, Українська РСР, СРСР) — українська волейболістка, центральна блокуюча. Брала участь у змаганнях з класичного і пляжного волейболу.

## Із біографії
Спортом почала займатися з 12 років. Тривалий час вибирала між волейболом і гандболом. Переможниця Кубока України з пляжного волейболу в 2008 року, кілька разів перемагала на етапах національного чемпіонату (у парі з Наталією Шумейко) .
У класичному волейболі виступала за черкаське Хімволокно і «Златогор» із Золотоноші . З 2009 року захищала кольори французького «Нансі».
Віце-міс Спорт України-2009. У 2015 році входила до чільної десятки найкрасивіших волейболісток світу.
Після закінчення сезону 2015/16 оголосила про завершення спортивної кар'єри та отримання французького громадянства .
B 2006 закінчила Черкаський національний університет імені Богдана Хмельницького.
Одружена з французьким волейболістом і тренером Фаб'єном Пельком.

## Клуби
| Роки      | Команди                 |
| --------- | ----------------------- |
| 2003—2005 | «Хімволокно» (Черкаси)  |
| 2008—2009 | «Златогор» (Золотоноша) |
| 2009—2011 | «Нансі»                 |
| 2012—2016 | «Нансі»                 |

## Досягнення
- Чемпіон України (1): 2005
- Володар кубка України (1): 2005